# Semaeopus vizaria
Semaeopus vizaria är en fjärilsart som beskrevs av William Schaus 1901. Semaeopus vizaria ingår i släktet Semaeopus och familjen mätare. Inga underarter finns listade i Catalogue of Life.